# جوناتان كودجيا
جوناثان كودجيا (بالفرنسية: Jonathan Kodjia)‏ (مواليد 22 أكتوبر 1989) هو لاعب كرة قدم إفواري محترف، يلعب كمهاجم لعب سابقاً لصالح نادي الغرافة ونادي أم صلال القطريين.

## روابط خارجية
- جوناتان كودجيا على موقع رابطة كرة القدم الفرنسية للمحترفين (الإنجليزية)
- جوناتان كودجيا على موقع قاعدة بيانات كرة القدم.إي يو (الإنجليزية)
- جوناتان كودجيا على موقع ليكيب (الفرنسية)
- جوناتان كودجيا على موقع ناشيونال فوتبول تيمز (الإنجليزية)
- جوناتان كودجيا على موقع Soccerbase.com (لاعب) (الإنجليزية)
- جوناتان كودجيا على موقع Soccerway.com (الإنجليزية)
- جوناتان كودجيا على موقع عالم كرة القدم.نت (الإنجليزية)
- جوناتان كودجيا على موقع AS.com (الإسبانية)

- Jonathan Kodjia profile at Soccerway
- Jonathan Kodjia profile at ليكيب (صحيفة)
- Profile at FootNational
- قالب:Lfpfr